# Un centenaire de l'Indépendance
Un centenaire de l'Indépendance – ou encore Le Centenaire de l'Indépendance – est un tableau réalisé par le peintre français Henri Rousseau en 1892. Célébration du centenaire de la Première République, cette huile sur toile est une idylle naïve qui représente principalement des fêtards coiffés de bonnets phrygiens formant une ronde au pied d'un arbre de la liberté qu'entourent aussi des fanions multicolores. Allégorie du peuple dansant sur l'air d'Auprès de ma blonde, elle comprend en outre deux Marianne brandissant chacune un drapeau ainsi que des aristocrates en perruque regardant la scène depuis sa marge inférieure droite, visiblement circonspects. Cette peinture est conservée au J. Paul Getty Museum, à Los Angeles, aux États-Unis.